# Rada Etyki Public Relations
Rada Etyki Public Relations (REPR) – podmiot powołany w związku ze zidentyfikowaną koniecznością stworzenia instytucji reprezentującej całe środowisko public relations w obszarze dbałości o przyjęte standardy etyczne. Powstała ona z inicjatywy Polskiego Stowarzyszenia Public Relations, Związku Firm Public Relations oraz Fundacji InternetPR.

## Historia
Rada powołana została 21 lutego 2006 roku w wyniku porozumienia organizacji branżowych. Działalność Rady konstytuowały „Porozumienie o powołaniu Rady Etyki Public Relations”, „Deklaracja Rady Etyki Public Relations” oraz „Regulamin Rady Etyki Public Relations”. Radę (w jej pierwszym okresie) tworzyło po trzech członków każdej z organizacji założycielskich. Wybierani oni byli na dwuletnią kadencję. Posiedzenia Rady odbywały się nie rzadziej niż raz na kwartał.

## Pierwotne cele Rady Etyki Public Relations
W dokumentach przyjętych przez organizacje tworzące REPR określone zostały cele jej funkcjonowania. Były to:
- promowanie standardów etycznych w PR,
- edukacja w dziedzinie etyki PR,
- wydawanie opinii etycznych dotyczących praktyk rynkowych istotnych dla funkcjonowania branży PR,
- wydawanie orzeczeń dotyczących konkretnych sytuacji rodzących podejrzenia o stosowanie praktyk niezgodnych ze standardami etyki.

## Zmiany w Radzie Etyki Public Relations
Po zmianach Związek Firm Public Relations wraz z Polskim Stowarzyszeniem Public Relations powołały Radę na trzyletnią kadencję obejmującą lata 2019–2022. Na wniosek Polskiego Stowarzyszenia Public Relations podjęto próbę reformy REPR. Z uwagi na brak porozumienia, 29 czerwca Walne Zebranie Członków PSPR podjęło decyzję o wycofaniu się z prac Rady Etyki PR. W oświadczeniu PSPR jako powody decyzji o zakończeniu prac w Radzie podało: brak widoczności i aktywności REPR, brak realnego zapotrzebowania na rozpatrywanie skarg i zgłoszeń, brak osobowości prawnej Rady, mało precyzyjne orzeczenia oraz regulamin konstytuujący organ. Polskie Stowarzyszenie Public Relations wskazywało iż reformę Rady Etyki Public Relations zablokował ZFPR. Rada prowadzona jest przez Związek Firm Public Relations.

## Skład REPR kolejnych kadencji
W kolejnych kadencjach w Radzie zasiadali:
- 2006–2008
  - Piotr Czarnowski – delegowany przez PSPR
  - Krzysztof Górski – delegowany przez internetPR.pl
  - Andrzej Halicki – delegowany przez ZFPR
  - Ewa Hope – delegowana przez PSPR
  - Sebastian Łuczak – delegowany przez PSPR
  - Jerzy Olędzki – delegowany przez internetPR.pl
  - Rafał Szymczak – delegowany przez ZFPR
  - Paweł Trochimiuk – delegowany przez ZFPR
  - Marek Wróbel – delegowany przez internetPR.pl
- 2008–2010
  - Jacek Barlik – delegowany przez internetPR.pl
  - Joanna Bastrzyk – delegowana przez PSPR
  - Bogdan Biniszewski – delegowany przez ZFPR
  - ks. Jacek Dziel, – delegowany przez PSPR
  - Andrzej Stolarczyk – delegowany przez ZFPR
  - Dariusz Tworzydło – delegowany przez internetPR.pl
  - Wiesław Uziębło – delegowany przez PSPR
  - Marek Wróbel – delegowany przez internetPR.pl
  - Małgorzata Zaborowska – delegowana przez ZFPR
- 2010–2012
  - Bogdan Biniszewski – delegowany przez ZFPR
  - Jerzy Ciszewski – delegowany przez internetPR.pl
  - Zbigniew Chmielewski – delegowany przez PSPR
  - Monika Kaczmarek-Śliwińska – delegowana przez internetPR.pl
  - Sławomir Pawlak – delegowany przez internetPR.pl
  - Andrzej Stolarczyk – delegowany przez ZFPR
  - Dariusz Tworzydło – delegowany przez PSPR
  - Marek Woźniak – delegowany przez PSPR
- 2012–2014
  - Paweł Grabowski – delegowany przez ZFPR
  - Anna Krajewska – delegowana przez ZFPR
  - Anita Zdrojewska – delegowana przez ZFPR
  - Monika Kaczmarek-Śliwińska – delegowana przez Fundację Internet PR
  - Sławomir Pawlak – delegowany przez Fundację Internet PR
  - Marek Wróbel – delegowany przez Fundację Internet PR
  - Zbigniew Chmielewski – delegowany przez PSPR
  - Krystian Dudek – delegowany przez PSPR
  - Szymon Sikorski – delegowana przez PSPR
- 2014–2016
  - Magdalena Zmysłowska – delegowana przez ZFPR
  - Eliza Misiecka – delegowana przez Fundacje Internet PR
  - Marek Wróbel – delegowany przez Fundacje Internet PR
  - Krystian Dudek – delegowany przez PSPR
  - Zbigniew Lazar – delegowany przez PSPR
  - Szymon Sikorski – delegowany przez PSPR
- 2016–2019
  - doc. Ewa Hope – delegowana przez ZFPR
  - Marcelina Cholewińska – delegowana przez PSPR
  - prof. Jerzy Olędzki – delegowany przez ZFPR
  - Norbert Ofmański – delegowany przez ZFPR
  - Rafał Czechowski – delegowany przez PSPR
- 2019–2022
  - Hanna Waśko – delegowana przez ZFPR
  - Przemysław Mitraszewski – delegowany przez ZFPR
  - dr Łukasz Przybysz – delegowany przez ZFPR

Do roku 2020 w składzie rady kadencji rozpoczętej w roku 2019 zasiadali także przedstawiciele Polskiego Stowarzyszenia Public Relations. Byli to: Wojciech Dąbrówka i Adam Łaszyn.